# 做牙

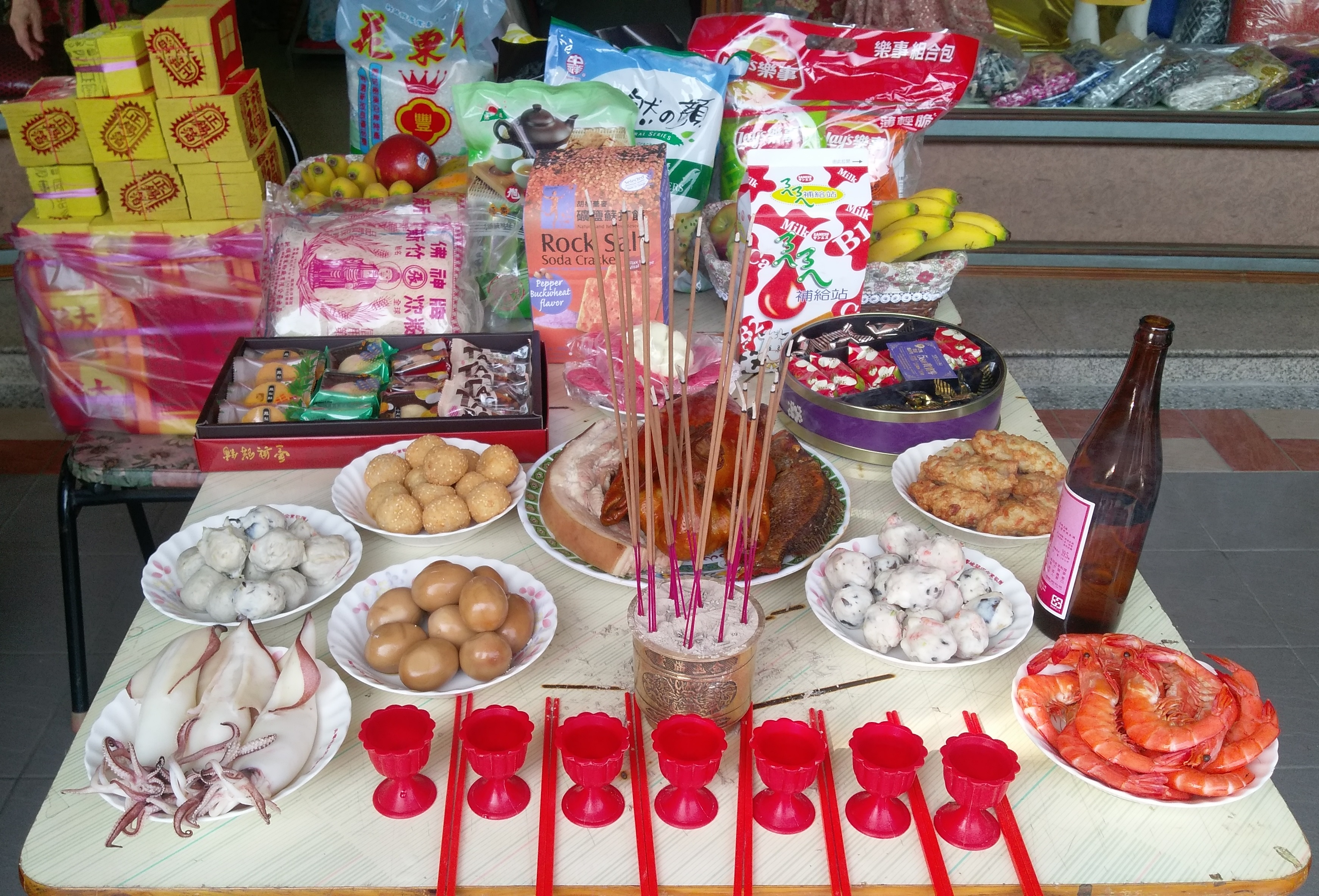
做牙祭拜土地神

做牙，又稱牙祭、尾牙、做禡，是指傳統中，每個月兩次的土地神祭祀活動，因民間認為土地神是地方的財神，能夠保佑商家生意興隆，高朋滿座，客似雲來。而有別於舊曆初一、十五祭祀一般神祇，土地神的祭祀日為每月的初二、十六，稱為「做牙」，商家大多會作牙，主要以三牲（雞肉、豬肉、魚肉）等肉類祭品祭拜土地神。
一般以二月二日土地神誕日為起點，開始「做牙」，稱為「頭牙」，然後一路做到十二月十六，則稱為「尾牙」，現代後按時做牙逐漸減少，但年末的尾牙仍然留存，也就是演變為今天大家所熟悉的年尾宴，特別是福建、台灣一帶風氣最盛。
八月十六日的作牙由於近於中秋節，故通常與中秋節合併祭祀。古代中國商家「做牙」完，總會把祭拜過土地神的肉類，分送給員工食用，俗稱「打牙祭」。

## 典故緣由
牙祭為古代出兵時祭拜軍旗（軍營的大旗，因旗竿上一般以象牙為飾，故稱「牙旗」）之神，所行「祭旗」禮，祈求旗開得勝之意，《宋史‧禮志》：「禡牙」係「『禡』師祭也。軍前大旗曰『牙』，師出必祭，謂之『禡牙』」（「禡」音「罵」，ㄇㄚˋ ） 。宋朝「節帥署」基層人員收入微薄，每月初一、十五祭「節堂」中的「旗纛 （「纛」音「到」，ㄉㄠˋ ）後，初二、十六後有祭旗的胙肉可以分，稱為「打牙祭」，一個月有二次，一年共有廿四次。明代各衛所皆有旗纛廟，京師與諸侯王的幕府亦有，因衛所亦是地方行政單位，大至上以望朔祭祀六纛之神及軍旗（宋以後改牙旗）為日常祭，為古禮《禮記•王制》之禡祭，唐代多祭軒轅，宋代多祭蚩尤。明代最為興盛，全國各衛所旗纛廟約兩千餘座，於同時間各地府州縣學，及衛所儒學，亦辦射禮，古代民居除縣城外，駐軍所在地亦為重要聚落，若出征之禡祭為最高規格的太牢，是古代巫、道、儒、兵共通的禮儀。
「禡牙」習俗由軍中傳播到民間，慢慢由古代戰場祭旗禮演變成民間商場上的「牙祭」。每月初二、十六都要做「牙祭」。畢竟對商人而言，商場有如戰場，商場在新的一年開市首日，即仿效軍隊祭拜牙旗之大禮，自然也是求得業務勝利開展，早年，競爭激烈的各商店只除夕、正月初一「休市」停止營業，正月初二即營業，謂之「開市」，稱「開牙」、「開頭牙」。希望新的一年生意興隆、財源廣進。古代民間生活清苦，平日以蔬食為主，祭神日才有機會吃肉，清乾隆時期吳敬梓《儒林外史》第十八回描述：「平常每日就是小菜飯，初二、十六跟著店裡吃牙祭肉」。年底十二月十六日最後一次也最盛大的「牙祭」，又稱為「尾牙」，祭神完畢以後，以祭肉分給有戰功者，到了商界就比如業務優良的店員等給予績效。雖然工人、農家先前沒有做牙的習慣，但到了現代工商社會後農民陸續入城，大多人也開啟自己的生意，演變成老闆犒賞員工一年辛勞，設宴邀請聚餐，而「頭牙」也改為舊曆二月初二。
臺灣則流傳一個民間說法，古代買賣交易皆會在每月的月朔、月望擇一地點進行，稱為「互市」。在互市時人們會以肉類祭拜市場的「福神」（即今日的土地公），祭畢，則以祭祀用的肉類烹飪，設宴款待職員與客人，用以聯絡客戶感情並慰勞職員、佣人的辛勞，這樣的行事稱之為「互祭」。後將「互」訛寫成「牙」，故稱為「牙祭」。
在臺灣及港澳華人聚居之地，仍保有「牙祭」的習俗。中國大陸做牙曾在東南沿海一帶流行，由於文革「破四舊」之故，加上社會主義的經濟體制，從商者稀少，「牙祭」習俗不但沒有如台港等資本地區隨著市場逐漸興起，還已經消失。近年來由於改革開放，臺商、港商年底時會依照習俗，請中國大陸地區當地員工吃「尾牙」，感謝麾下將士一年之奮鬥，報告公司展望與發放福利（通常除了金錢也有獎品），有些大陸企業也開始效仿設宴，習俗有恢復並傳遞到全國範圍的情形，不過是稱為「新年晚會」、「年度盛典」等，漸漸已經成為華人企業文化，特別是華南、江浙以前商幫出名的地區，比排場的氣魄也逐漸盛行，但多數已失去祭神的初衷，只保留犒賞、祝福、鼓舞士氣的意義。海外的經貿華人，祖籍多是閩粵地區，在東南亞也留有此習俗，但已經有所變化，星馬等地則稱之為“收工酒”，也是老板为了犒劳和答谢员工一年来的付出的一个聚餐。这当中必吃的菜肴便是“捞生”，是马来西亚独有的特色。

## 尾牙

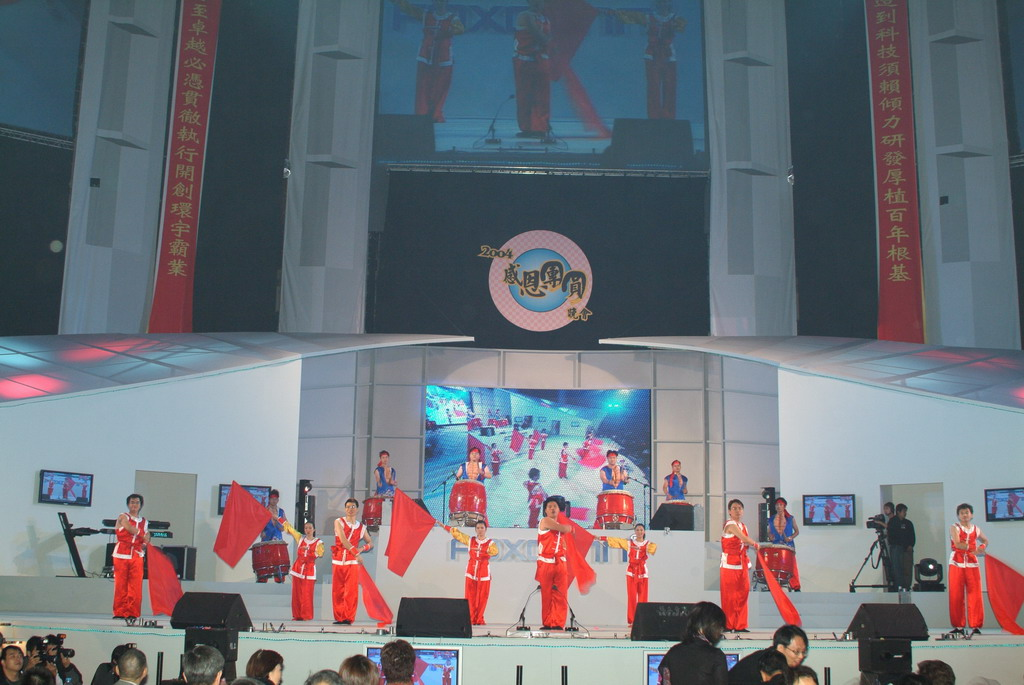
鴻海集團尾牙表演

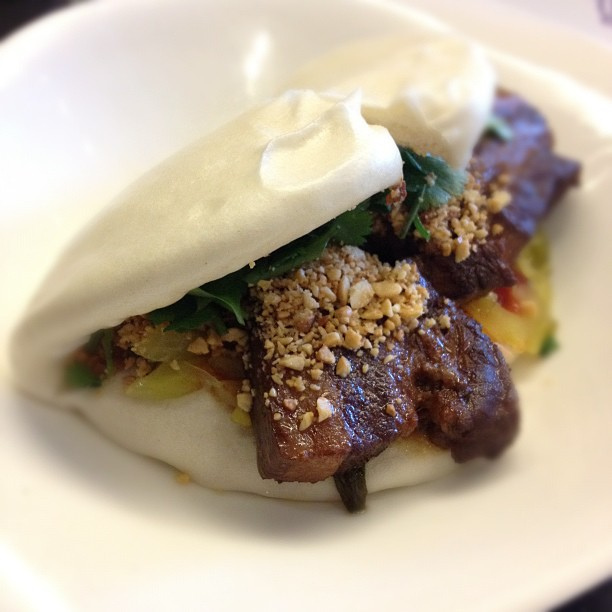
刈包是尾牙應景食品

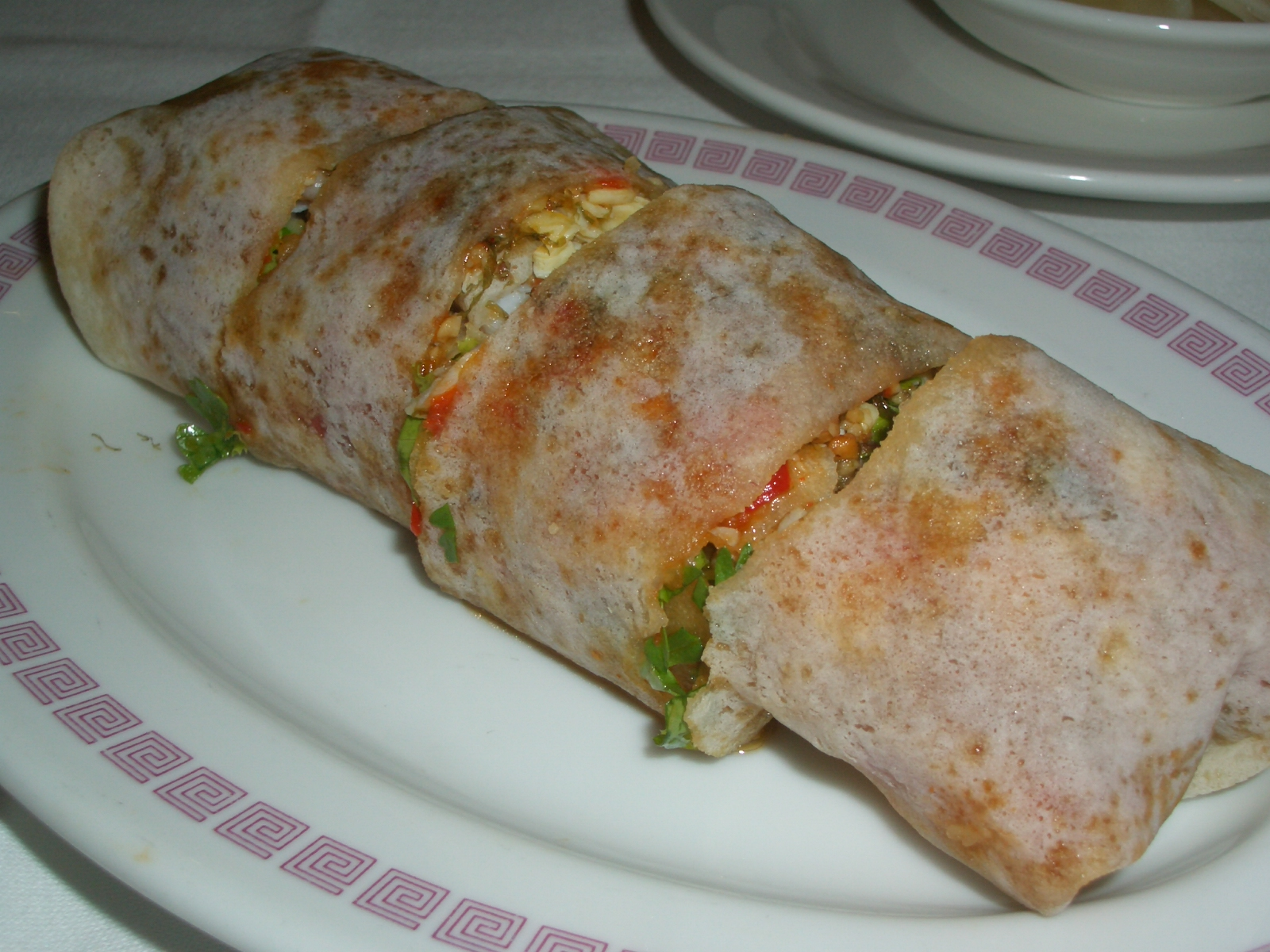
臺灣北部在尾牙時食用潤餅

尾牙又稱「尾禡」或「美禡」。在華人傳統上，是一年裏最後一次祭拜土地神的日子。
尾牙祭祀土地神的時間，多選在舊曆十二月十六日的下午開始祭拜，拜土地神時，供桌慣設於土地神神像、神位或神明彩前。
臺灣民間信仰有拜地基主之風，所以供桌得另外再設於門口，或後門、廚房處。
祭拜土地神的供品可備三牲肉類（普通三牲：雞、豬肉、魚，或以肉乾、火腿等代豬肉，以鴨、鵝、鴿等代雞，魷魚代魚等）、四果（番茄與番石榴之外的四樣水果），應節的供品，與頭牙時同樣都是「潤餅」，以潤餅皮包豆芽菜、紅蘿蔔、筍絲、豆乾絲、肉絲、香菜，再裹上花生粉等，即成潤餅。
祭拜地基主供品，傳統則以數個碗分盛菜飯祭之，俗曰「五味碗」，而現代人求簡，多以便當和零食奉之。
在臺灣北部，尾牙的應景食品是刈包、潤餅，而中南部尾牙應景食品只有刈包。由於刈包形似皮包，而潤餅又像是用紙包覆著銅錢，因此商家或公司、工廠慣用於一同祭拜土地公後食用。有吉祥富潤之寓意。

### 尾牙餐會
尾牙在閩都地區最為流行，福州商貿發達，特別以南臺地區最為熱鬧，商號眾多。做伙計學徒的百姓更是幾乎家家戶戶都有，在每年年尾的時候，各個商行都會在尾牙的時候宴請自家員工。福州傳統的尾牙宴有幾種風俗，第一是要放鞭炮，鞭炮一放，上「大菜」（指太平燕）。太平燕裡有「鴨蛋」，「鴨蛋」在閩語福州話中，取「壓亂」之諧音。因為福州商人多是通過水路運輸貨品，期盼在江上和海上航行時風平浪靜。故此每年的尾牙宴都少不了「鴨蛋」。第二是要上一隻全雞，舊時的餐桌沒有轉盤，老闆將全雞端上桌，雞頭朝向哪名員工，就代表這位過完年就不必來做工了。如果沒有任何員工遭老闆辭退，雞頭就指向老闆自己。第三是發紅包，和雞頭的朝向一樣，在尾牙這一天，凡是被老闆解僱的員工，在尾牙宴上，老闆也會很客氣的勸解僱的員工酒菜多吃一些，並再三感謝他這一年的功勞。等辦酒結束後，老闆還會用紅紙包銀錢相贈，來表示來年不再僱用，紅包的錢就是待業時期的過渡經費。
尾牙的习俗同時在闽南人所居住之地區十分盛行，對很多人而言，過了尾牙就可以等著過年了。在尾牙時多数企業、機關、學校、公家部門，保留了古時「牙祭」傳統，都會由資方宴請員工，一些公司還會舉辦各類活動或進行抽獎、模仿秀、魔術、歌舞表演或者藝人獻唱等餘興節目慰勞員工一年辛勞，俗稱「尾牙秀」，部份大型企業的尾牙會成為媒體關注報導的焦點。尾牙當天企業老闆也會對員工發放工資和年終獎金。一般來說，當年積欠的薪水，都要在當天全部發放。
而香港某些傳統行業（如參茸海味批發商人）也保留了「尾牙餐會」此種習慣。
尾牙還有一個有趣的習俗，倘若公司決定在新的一年解僱某位員工，在尾牙的宴會上，會把菜餚中雞的嘴指向他（或由老闆親自將一塊雞夾到某位員工的飯碗中），讓他有被開除的心理準備。所以尾牙的雞叫作「無情雞」。閩語閩南片的廈門話與臺灣話的俗語稱，「食頭牙撚嘴鬚，食尾牙面憂憂（白話字：chia̍h thâu-gê lián chhùi-chhiu ，chia̍h bér/bé/bóe-gê bīn/bǐn iu iu）」（頭牙聚餐捻著鬍鬚大快朵頤，尾牙聚餐時就只能露出無奈的表情）。而近年來，由於勞工權益抬頭，勞資雙方都希望能關係和諧，所以「尾牙餐會」時，一般都會將「雞頭」朝上，甚至斬去「雞頭」，以免雞嘴指向任何一位員工。

### 理髮雙倍價
有些臺灣和香港的理髮店會在尾牙之後漲價，到農曆過年完開工後，才恢復原價。故尾牙前，多數民眾都會趕往理髮。

### 引用
1. ↑  《台灣省通志》：「土地公亦為商人所崇拜之財神。商家例於每月望朔之翌日，具饌祭祀土地神，曰作迓（或牙），又曰迓福，即迎接福運之意。」
2. 1 2  《台灣省通志》：「二月二日之迓禮，曰頭迓；十二月十六日之迓禮，曰尾迓」。
3. ↑  《增訂臺灣舊慣習俗信仰》，作者：鈴木清一郎，馮作民 譯，眾文圖書公司
4. ↑  http://www.58eventer.com/college/details-914.html
5. ↑  .   [2020-02-09]. （原始内容存档于2021-02-07）.
6. ↑  . 福州新聞網.   [2022-01-14]. （原始内容存档于2022-01-23）.
7. ↑  林聰生. . 福州: 福建美術出版社. 2022-05: 248. ISBN 978-7-5393-4355-6 （中文（中国大陆））.

### 來源
- 蘇同炳，歷史廣角鏡，ISBN 9570512512，台灣商務印書館，1996年4月1日
- 朱振藩/文、陳怡瑋/攝，味外之味，ISBN 9789866377242，印刻出版社，2009年12月9日